# Forêt mixte (jeu de société)
Pour le type de forêt, voir forêt mixte.
Forêt mixte est un jeu de société créé en 2023 par Kosch et édité par Lookout Games. Jouable de deux à cinq joueurs, son but est de construire une forêt mixte (mélangeant feuillus et résineux) pour abriter de nombreuses espèces de faune et de flore. En 2024, il est édité en 24 langues (Mischwald en allemand, Forest Shuffle en anglais et néerlandais).  

## Thème et fonctionnalité
Le jeu se compose de 180 cartes, un plateau utilisé comme "clairière" ainsi que des blocs de score pour la comptabilisation des points, éléments entièrement réalisés en papier recyclé. Le but est de planter différentes espèces d'arbres qui servent de support pour des cartes ajoutées sur les côtés (cartes séparées verticalement), en haut ou en bas (cartes séparées horizontalement) et permettant différentes combinaisons de score.   
Pour planter un arbre ou lui adjoindre une autre espèce, le joueur doit payer, c'est-à-dire sacrifier le nombre de cartes demandé pour l'espèce en les jetant sur le plateau "clairière". S'il estime qu'il n'a pas de quoi faire une combinaison intéressante, il peut piocher deux cartes (chaque joueur commence avec six cartes et peut en posséder jusqu'à dix). Chaque espèce vaut un certain nombre de points, mais le plus souvent, ces points ne peuvent être obtenus qu'en faisant des combinaisons.    
Le score est matérialisé par des glands, dont la somme représente le nombre de points en fin de partie lorsque la troisième carte hiver est piochée, mettant fin à la partie. Pour assurer l'apparition de l'hiver de manière aléatoire en fin de partie, les cartes sont mélangées en trois paquets différents et les hiver sont uniquement mélangées dans le dernier posé en dessous.   

## Extensions
Deux extensions, toutes deux parues en 2024, peuvent compléter le jeu de base : Forêt Mixte : Alpes et Forêt Mixte : Lisière de forêt.
Une troisième extension est prévue pour mai 2025. Elle intégrera un mode solo, et elle comprendra 55 cartes supplémentaires, notamment des cartes sur l'univers des grottes (remplaçant ainsi la carte grotte du jeu de base) et des cartes présentant de nouvelles espèces végétales et animales (la plupart de ces cartes ont été offertes précédemment à titre promotionnel).
La plupart des illustrations des nouvelles espèces sont issues de Wikimedia Commons. Crédit en est donné par l'éditeur dans la règle du jeu de la troisième extension :

Illustrations provenant de Wikimedias Commons
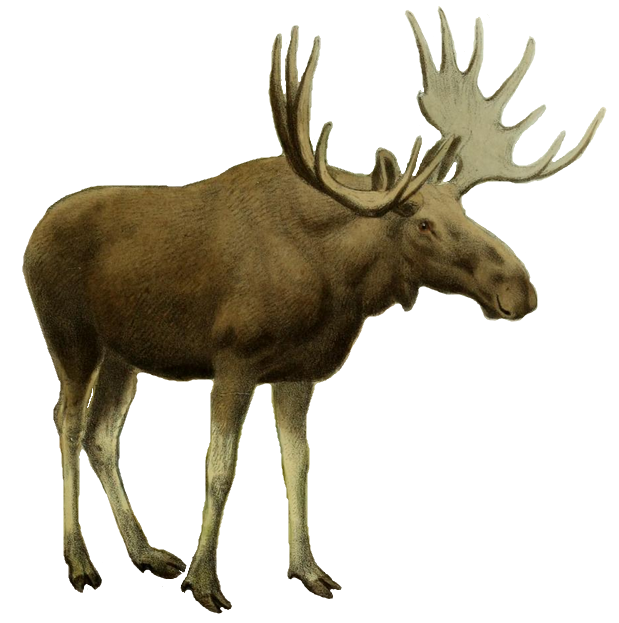
Élan
Renard arctique
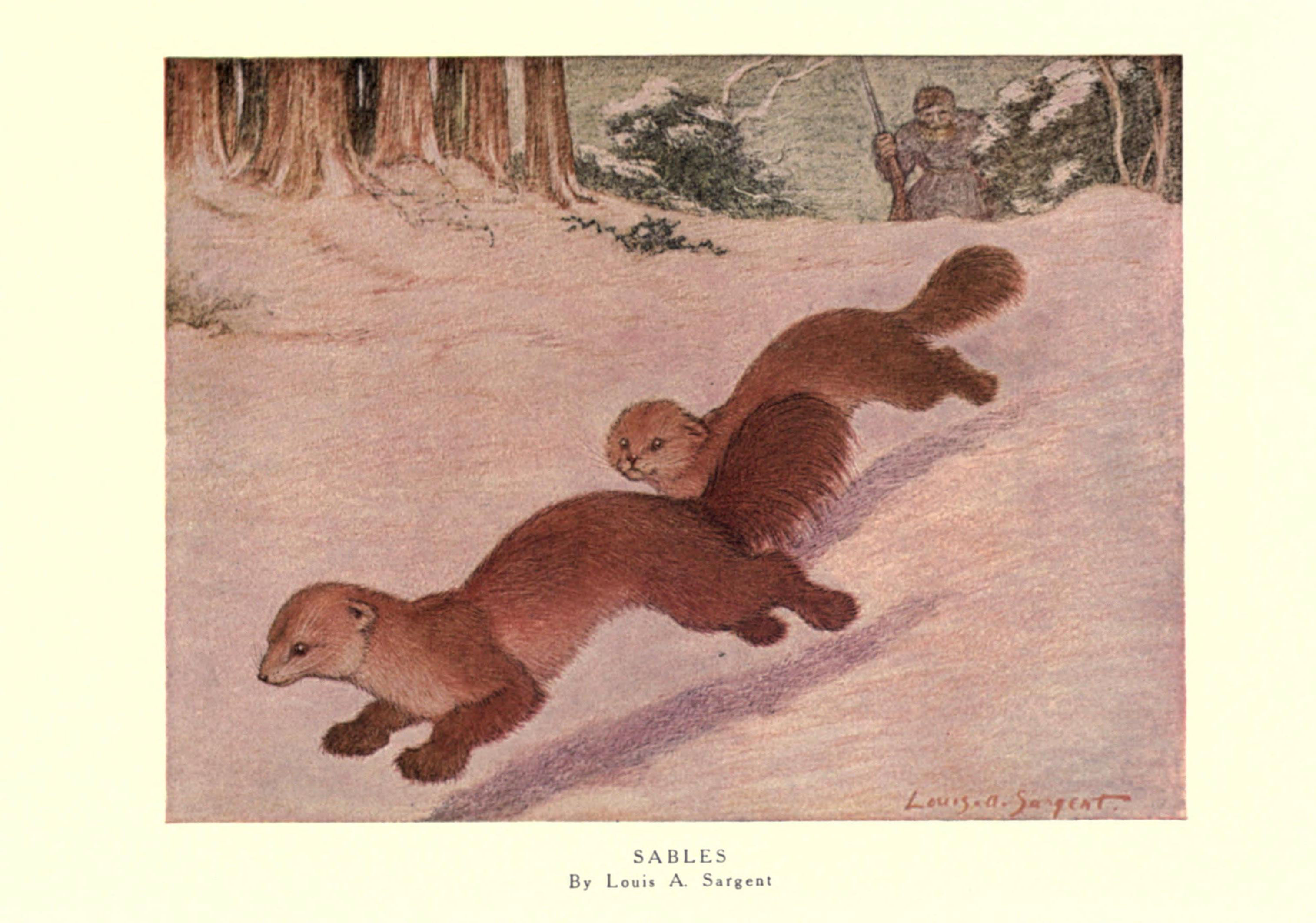
Zibeline
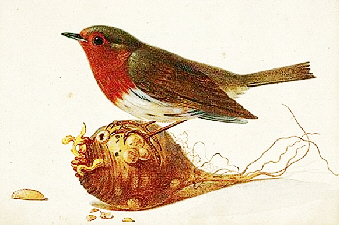
Rouge-gorge
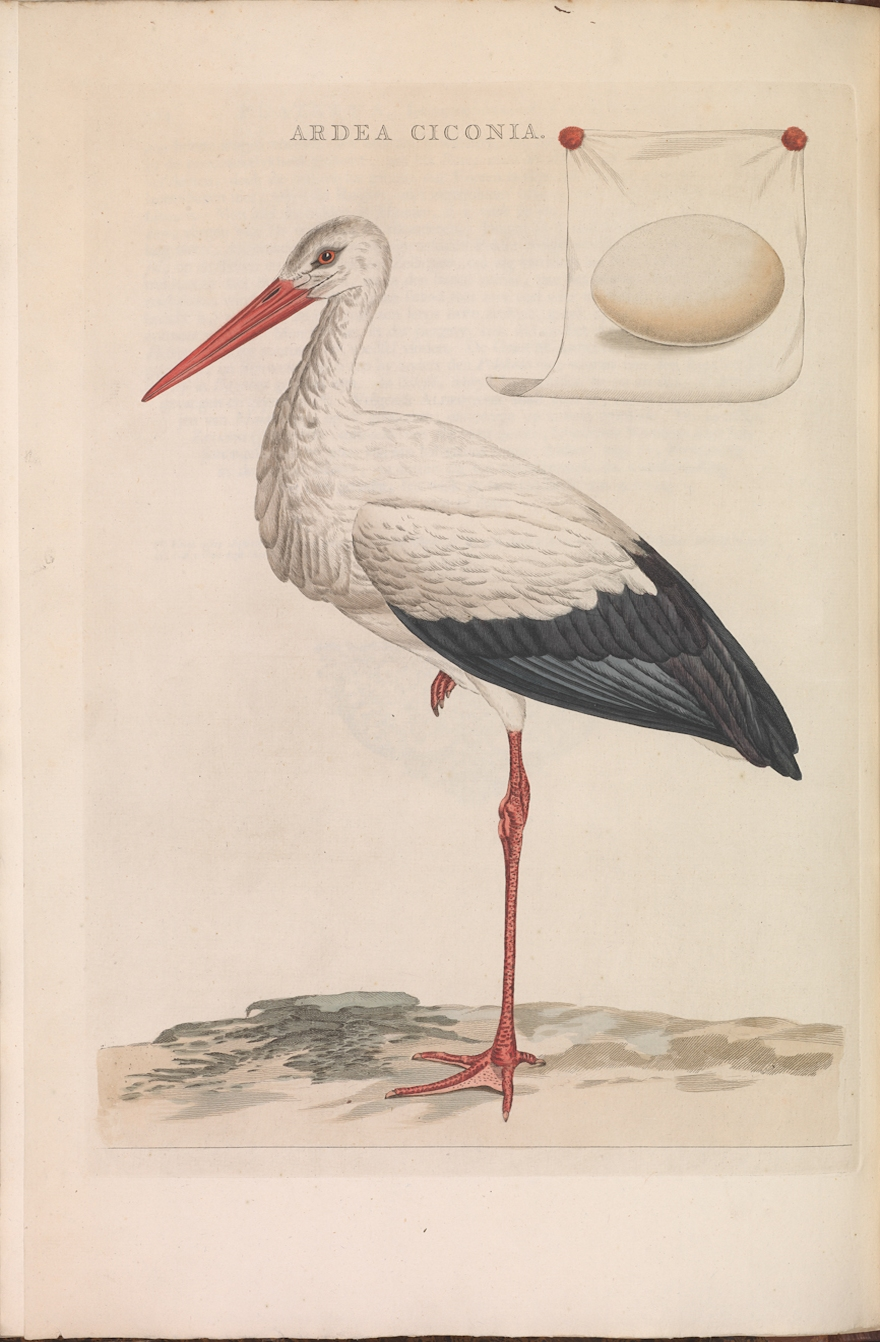
Cigogne
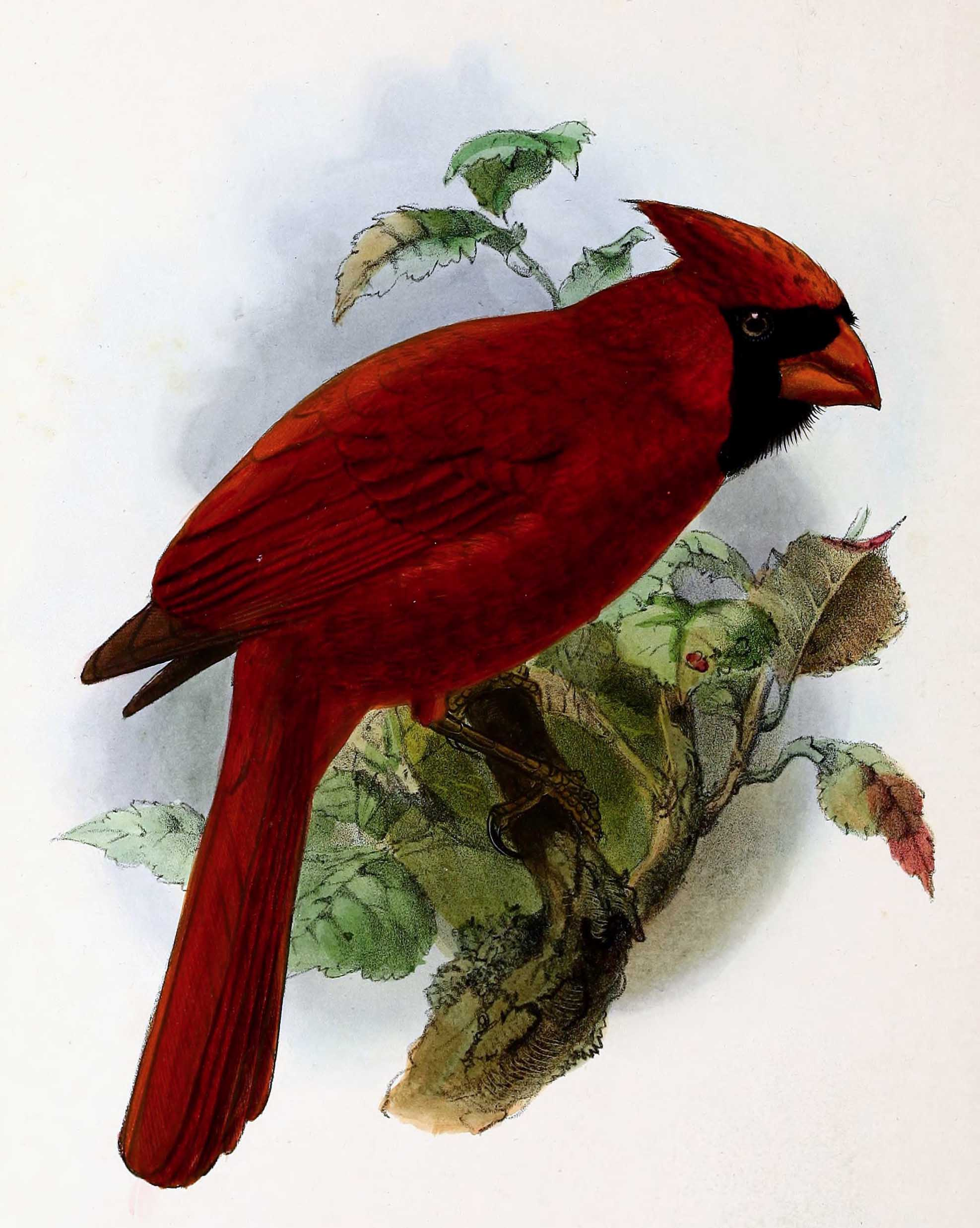
Cardinal
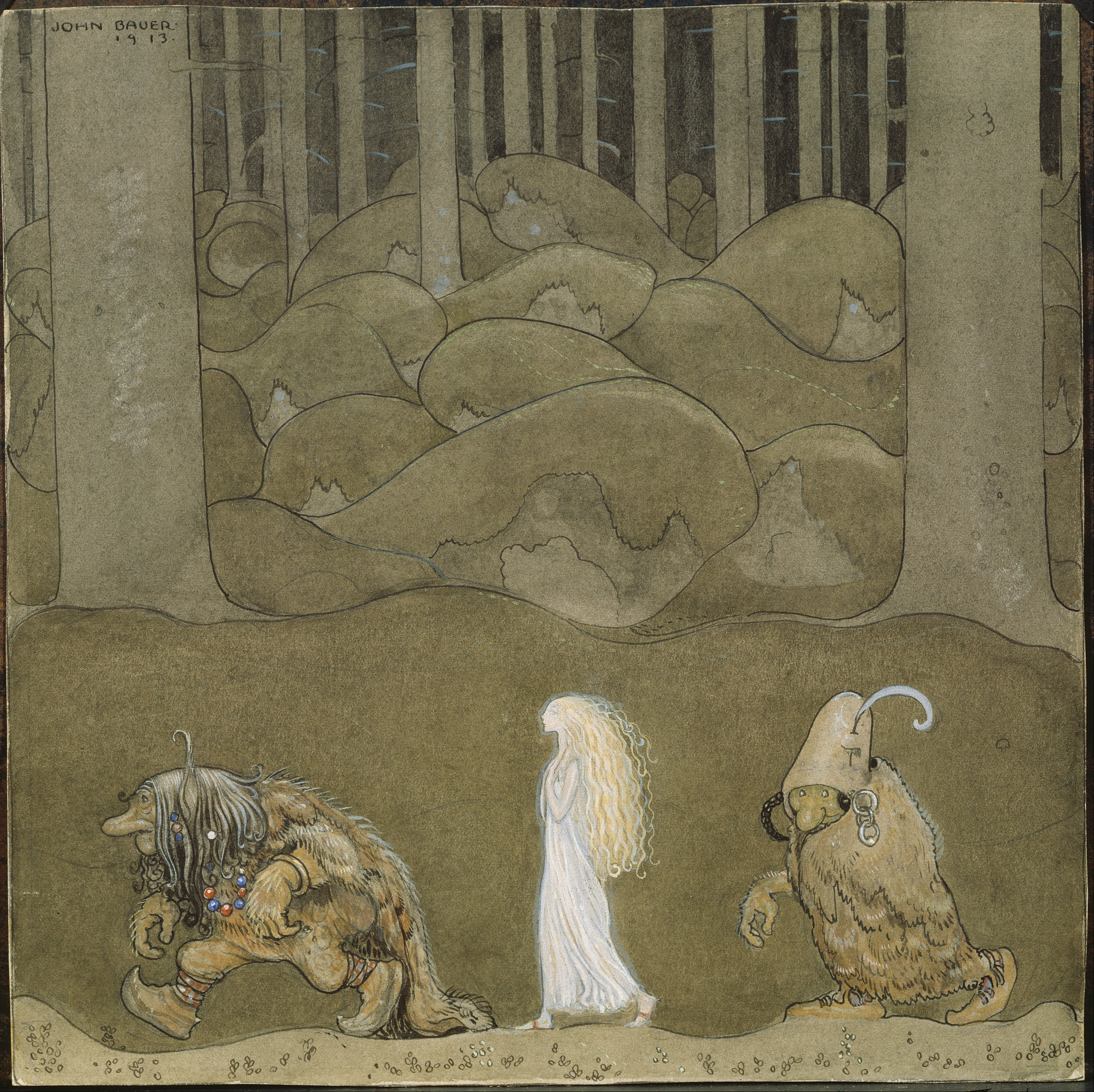
Troll
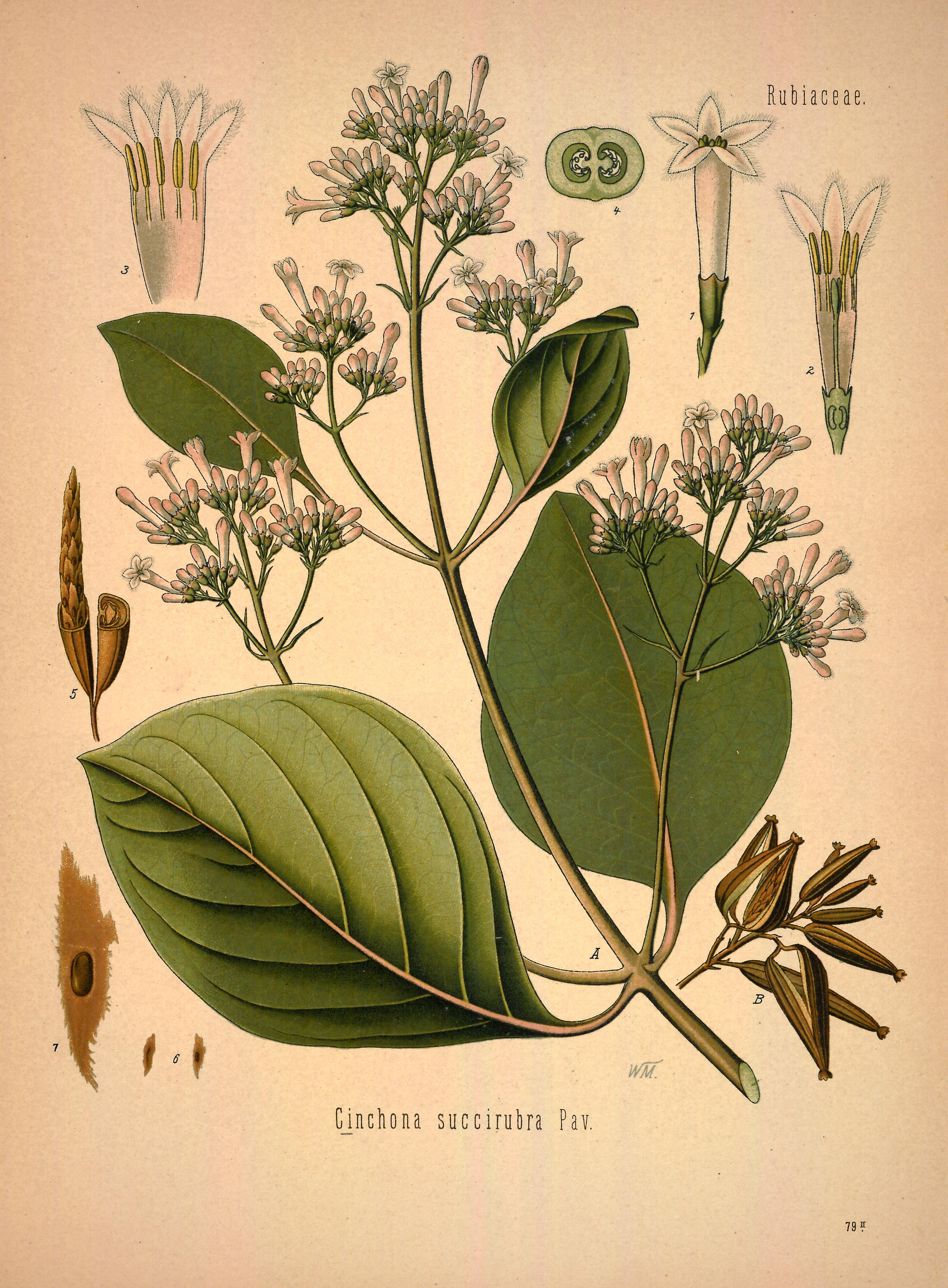
Gui
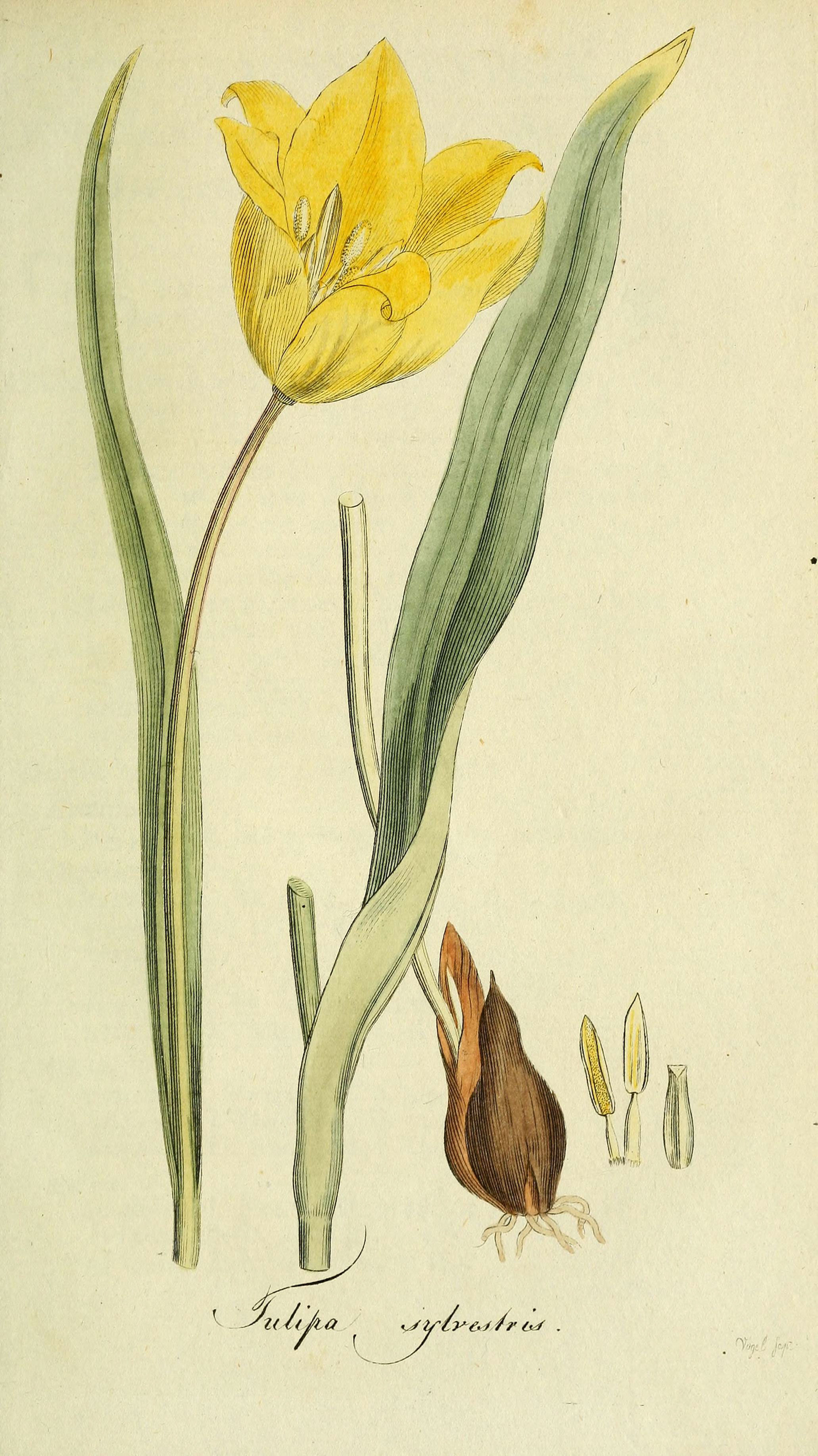
Tulipe
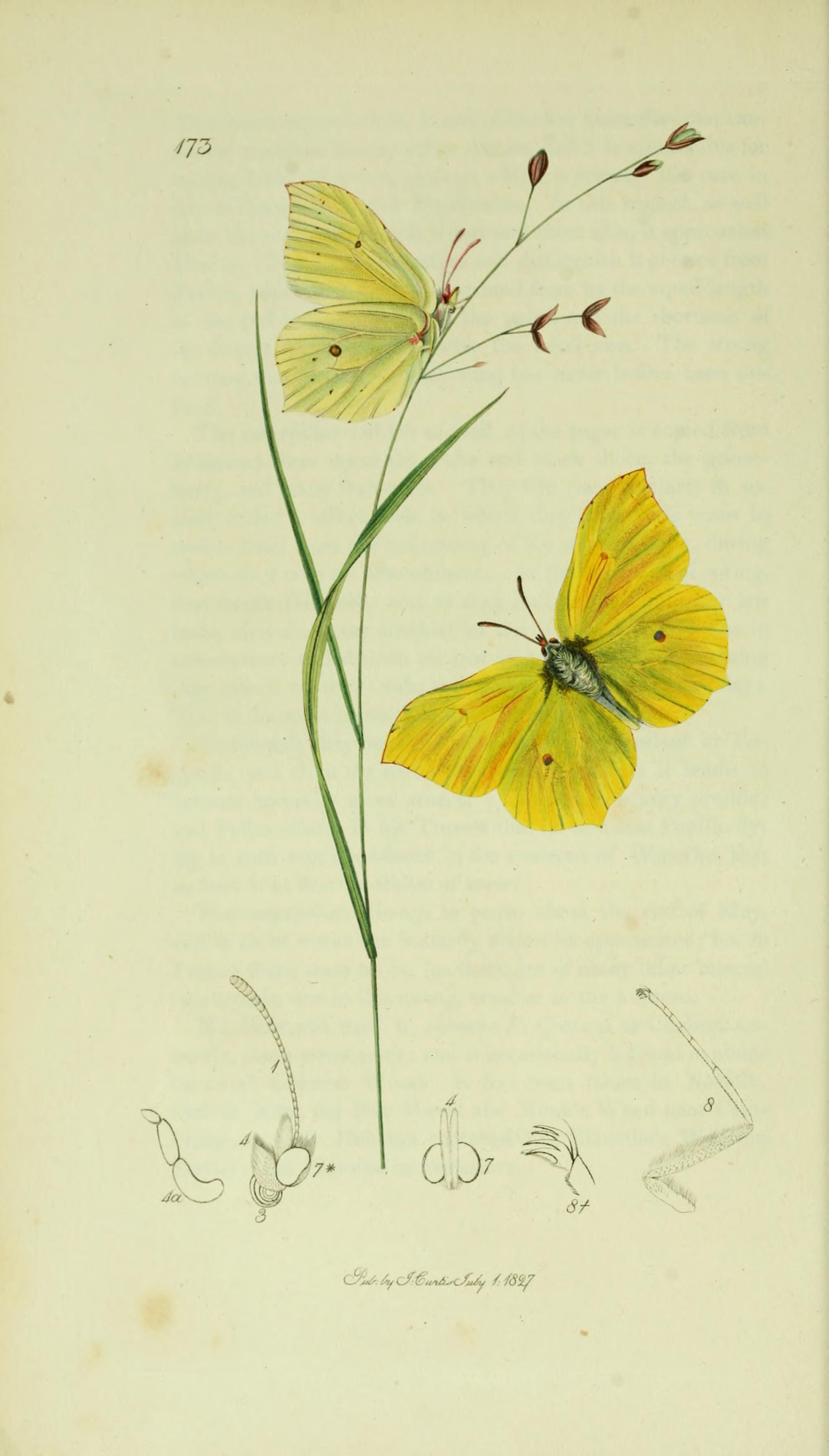
Citron
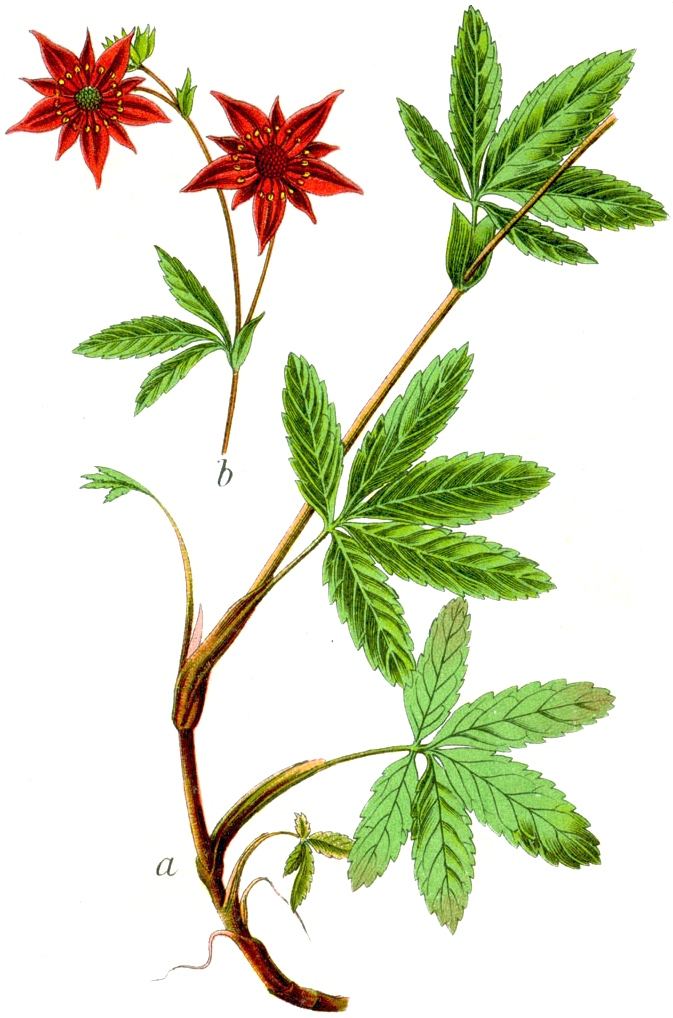
Comaret
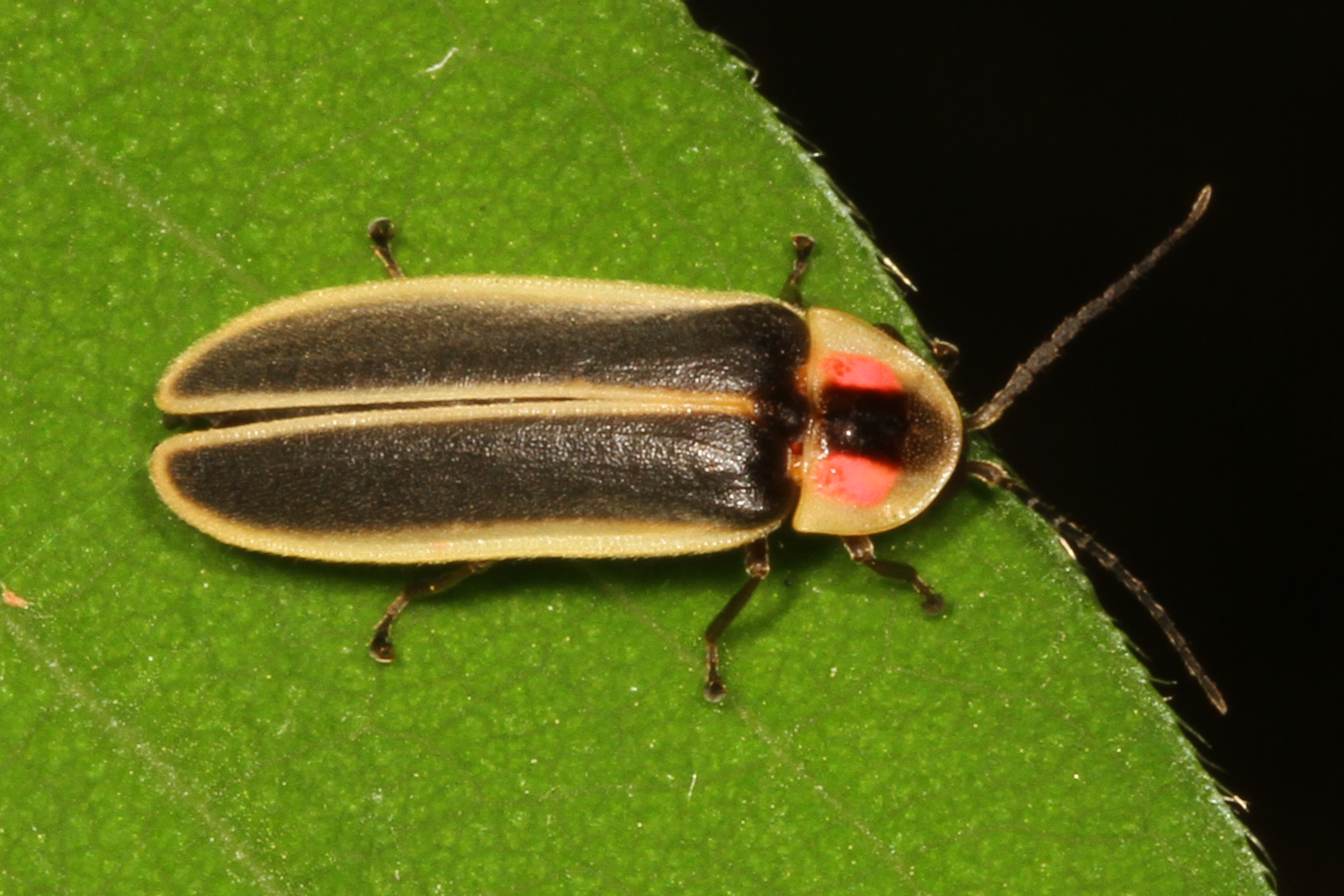
Luciole

## Distinctions

### Nominations
- Kennerspiel des Jahres 2024, recommandé[7]

### Récompenses
- Nederlandse Spellenprijs 2024, catégorie experts[8]
- Deutscher Spiele Preis 2024[9]